# Björn Jónsson
Björn Jónsson (8 de outubro de 1846 — 24 de novembro de 1912) foi um político islandês. Ele foi primeiro-ministro de seu país de 31 de março de 1909 até 14 de março de 1911.
Björn tornou-se Ministro da Islândia depois que Hannes Hafstein e seus apoiadores sofreram derrotas nas eleições de 1908, quando os eleitores rejeitaram o projeto de uma nova constituição. Björn foi forçado a renunciar depois de forçar o Diretor-Geral do Banco Nacional, Tryggvi Gunnarsson, a deixar o cargo devido às fortes críticas de seus apoiadores.
Björn e outros oponentes do Draft obtiveram uma vitória esmagadora nas eleições de 1908.
Björn ofendeu as autoridades dinamarquesas em 1909 ao nomear um conselheiro do comércio para trabalhar nas negociações comerciais para a Islândia, quando nomeou o seu apoiante, Bjarni Jónsson frá Vogi, para esse cargo. As autoridades dinamarquesas declararam que a nomeação desse conselheiro não estava em harmonia com a política externa comum da Dinamarca e da Islândia.
Em 1909, Björn conseguiu que a proibição do álcool fosse aceita. Ele entrou em vigor em 1915, mais de dois anos após a morte de Björn, e não foi revogado até 1934.